# Улитино (Старицкий район)
Улитино — деревня в Старицком районе Тверской области России. Входит в состав Архангельского сельского поселения.

## География
Деревня находится в южной части Тверской области, в зоне хвойно-широколиственных лесов, на правом берегу Волги, при автодороге Р132, на расстоянии примерно 15 км (по прямой) к северо-востоку от города Старица, административного центра района. Абсолютная высота — 141 м над уровнем моря.

### Климат
Климат характеризуется как умеренно континентальный, с прохладным летом и относительно мягкой зимой. Средняя температура воздуха самого холодного месяца (января) — −9,6 °C, средняя температура самого тёплого (июля) — 16,7 °С. Продолжительность периода активной вегетации растений (со среднесуточной температурой воздуха выше 10 °C) составляет 105—110 дней. Годовое количество атмосферных осадков составляет около 600 мм, из которых большая часть выпадает в тёплый период. Снежный покров держится в течение 140 дней.

### Часовой пояс
Деревня Улитино, как и вся Тверская область, находится в часовой зоне МСК (московское время). Смещение применяемого времени относительно UTC составляет +3:00.

## Население
| 2008 | 2010 |
| ---- | ---- |
| 11   | ↗34  |

### Национальный состав
Согласно результатам переписи 2002 года, в национальной структуре населения русские составляли 100 % из 4 чел.

## Известные уроженцы
- Михайлов, Юрий Матвеевич (1930—2008) — советский конькобежец, тренер, олимпийский чемпион, заслуженный мастер спорта СССР.
- Павлов, Николай Павлович (1893—1961) — советский писатель-краевед, педагог.